# Kupfermühle (Ostheim vor der Rhön)
Kupfermühle ist ein Gemeindeteil der Stadt Ostheim vor der Rhön im Landkreis Rhön-Grabfeld (Unterfranken, Bayern).

## Lage
Die Einöde Kupfermühle liegt am Fluss Streu.

## Geschichte
Die Kupfermühle wurde ursprünglich von den Logerbern Ostheims erbaut und hatte einen Kupferhammer, was den Namen begründete. Aber auch die Lohgerber hatten in einem zweiten Malgang ihr Malwerk. Im 18. Jahrhundert wurde die Mühle etwas weiter westwärts an ihre heutige Position verlegt. In der Gegenwart trägt das angrenzende Gewerbegebiet den Namen der Mühle.